# Guillaume Le Touze
Guillaume Le Touze (* 24. März 1968 in Le Havre) ist ein französischer Schriftsteller.

## Leben und Wirken
Le Touze studierte Literaturwissenschaft und arbeitete danach u. a. als Theater- und Filmschauspieler. Danach war er sieben Jahre bei den Verlagen Editions de l’Olivier und L’Ecole des Loisirs als Grafikdesigner tätig. In diese Zeit fallen auch seine Anfänge als Schriftsteller. Er schrieb Theaterstücke und Romane zunächst für Kinder, später auch für Erwachsene. Sein Roman Come ton père wurde 1994 mit dem Prix Renaudot ausgezeichnet.

## Werke
- Comme tu as changé, 1992
- Comme ton père, 1994
- Etonne-moi, 1997
- Dis-moi quelque chose, 1999
- Tu rêves encore, 2001
- Attraction, 2005
- La mort du taxidermiste, 2017

Kinderliteratur
- J'entends le silence des chaussures de Papa, 1991
- Leopold préfère les fauves, 1992
- On s'écrira, 1993
- Ma maîtresse s'appelle Rosemonde, 1993
- Dommage que ce soit un secret, 1994
- Les crocodiles ne pleurent plus, 1995
- L'important c'est d'y croire, 1995
- À cause de la cheminée, 1996
- On m'a oublié, 1996
- Seule au monde, 1998
- Les nuits de Léo avec Christophe Lécullée, 2006
- Derrière le rideau de pluie (mit Michel Séméniako und Thierry Magnier), 2007
- Les ogres pupuces (mit Julien Rancoule), 2008

Film
- 2008: Nés en 68, Mitarbeit am Drehbuch von Catherine Corsini zum Film von Olivier Ducastel und Jacques Martineau[1]